# Accident ferroviaire de Lagny-Pomponne
L'accident ferroviaire de Lagny-Pomponne est survenu à Pomponne (à 25 km à l'est de Paris, dans le département de Seine-et-Marne) le soir du 23 décembre 1933 sur la ligne Paris-Strasbourg. Il fit deux cent quatorze morts et trois cents blessés et reste le deuxième le plus meurtrier en France, après l'accident ferroviaire de Saint-Michel-de-Maurienne en 1917.

## Circonstances de l'accident
Afin de faire face à l'afflux des voyageurs avant Noël, la Compagnie des chemins de fer de l'Est avait prévu de nombreux trains supplémentaires au départ de la gare de l'Est. Toutefois, le 23 décembre, les mauvaises conditions atmosphériques empêchaient de mettre à quai les convois en temps utile, et les retards en cascade atteignaient jusqu'à deux heures. En effet, au chantier de l'Ourcq chargé de la préparation des rames, le personnel ferroviaire présent ne suffisait pas à assumer la surcharge de travail, alors que le gel rendait indisponibles certains matériels et qu'un brouillard très dense ralentissait les manœuvres. 
Devant partir à 17 h 49, l'express no 55 Paris - Nancy avait finalement quitté Paris à 19 h 22. Il avait été suivi neuf minutes plus tard par le rapide no 25 bis Paris - Strasbourg dont le départ était normalement prévu à 18 h 16.
Après Vaires, où avaient pris fin à la fois la section à quatre voies et les feux électriques du block automatique lumineux, un omnibus circulant dans le même sens était en cours de garage sur l'évitement de Pomponne. Le train no 55 trouva donc fermés les damiers d'annonce et le sémaphore protégeant la manœuvre. Il ralentit, s'arrêta, puis la voie s'étant libérée, commençait à redémarrer quand survint à grande vitesse le train no 25 bis, tiré par une locomotive de type 241 dit Mountain, qui le percuta et s'encastra dans son fourgon et ses quatre voitures de queue, dont les caisses en bois furent totalement écrasées. Derrière la machine tamponneuse, la 241-017, appelée par la suite La Charcutière de Pomponne au dépôt de la Villette, seuls le fourgon et deux voitures de tête avaient déraillé, mais demeuraient pratiquement intacts. 
Les débris métalliques projetés par le choc ayant opportunément déclenché la fermeture des signaux sur la voie opposée, un express venant de Châlons s'arrêta 150 mètres avant le lieu de la collision, évitant ainsi un suraccident.

## Lourd bilan

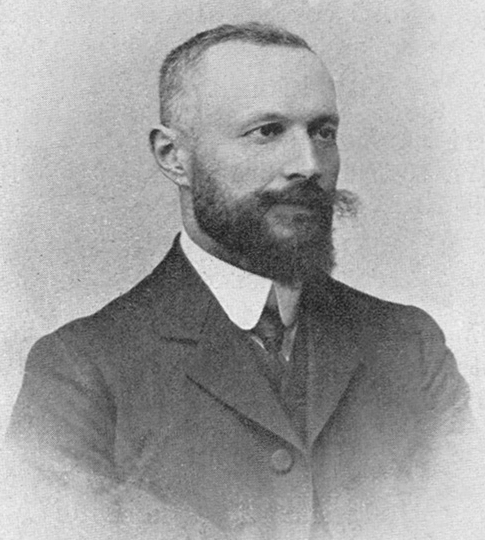
L'ancien député Paul Morel trouva la mort dans l'accident.

À l'aube du 24 décembre 1933, alors que les secours s'affairaient encore sur les lieux de la catastrophe, on dénombrait déjà près de 200 morts. Leurs corps, bénis sur place par le curé de Lagny et Monseigneur Lamy, évêque de Meaux, furent transportés à Paris et rassemblés dans une chapelle ardente dressée dans la salle des bagages située au sous-sol de la gare de l'Est, où vinrent se recueillir le président de la République Albert Lebrun et le cardinal Verdier, archevêque de Paris. Toutes les victimes se trouvaient dans les voitures de l'express de Nancy, dont les châssis métalliques furent escaladés par la machine du rapide, qui pulvérisa leurs caisses en bois, déchiquetant leurs occupants. Parmi les morts, figuraient notamment deux députés regagnant leurs circonscriptions pour les fêtes: Henri Rollin, maire de Saint-Dizier, et Victor Schleiter, maire de Verdun, ainsi que l'ancien député et ministre Paul Morel, alors maire de Vesoul. 
Les blessés, parmi lesquels se trouvait un autre député, Gaston Poittevin, se comptaient eux aussi par centaines, et beaucoup ne furent évacués qu'après plusieurs heures passées sur place par une température de −5 °C autour de feux allumés par les premiers sauveteurs avec les débris des voitures, épreuve à laquelle certains ne survécurent pas.

## Recherche des responsables
Une enquête fut immédiatement lancée pour rechercher les causes et les responsables de la collision. Après avoir entendu les agents chargés de la régulation du trafic, les autorités judiciaires estimèrent que seule l'équipe de conduite de la locomotive tamponneuse pouvait être incriminée. Le mécanicien, Lucien Daubigny (47 ans), soutenait pourtant qu'à son passage tous les signaux étaient ouverts et qu'il avait déclenché le freinage d'urgence en percevant à quelques dizaines de mètres les deux feux rouges du fourgon de queue balisant le convoi. Son chauffeur, Henri Charpentier (31 ans), confirmait sa version. Toutefois, sans attendre d'autres investigations, le procureur de la République, M. Albucher, ordonna le placement en détention provisoire des deux cheminots en se fondant surtout sur le nombre des morts de la catastrophe et, subsidiairement, sur un faisceau selon lui « bizarre » d'éléments pouvant faire penser à leur culpabilité. Devant l'émotion soulevée par cette décision et les protestations des syndicats, ils furent remis en liberté quatre jours après, mais restèrent inculpés d'homicide involontaire. À la clôture de l'instruction, le chauffeur, Henri Charpentier, qui n'était pas chargé de la surveillance des signaux, et au surplus avait été reconnu daltonien après avoir été examiné par un ophtalmologiste, bénéficia d'un non-lieu. Le mécanicien, Lucien Daubigny, considéré comme seul responsable de la catastrophe pour avoir à la fois violé la signalisation et maintenu une vitesse excessive dans des conditions atmosphériques défavorables, fut donc déféré devant le tribunal correctionnel de Meaux. 
Parallèlement à l'enquête judiciaire, la catastrophe fut aussi évoquée longuement devant la Chambre des députés, saisie de pas moins de dix-huit demandes d'interpellation à son sujet, portant aussi bien sur ses causes et les enseignements à en tirer que sur la déficience des opérations de secours. Perturbés par les remous de l'affaire Stavisky et les changements de gouvernement, les débats occupèrent trois séances réparties sur deux mois, les 19 et 26 janvier, et le 15 mars. En ce qui concerne les causes de la tragédie, ils portèrent sur les trois points cruciaux conditionnant d'éventuelles responsabilités.

### Doute sur la signalisation optique

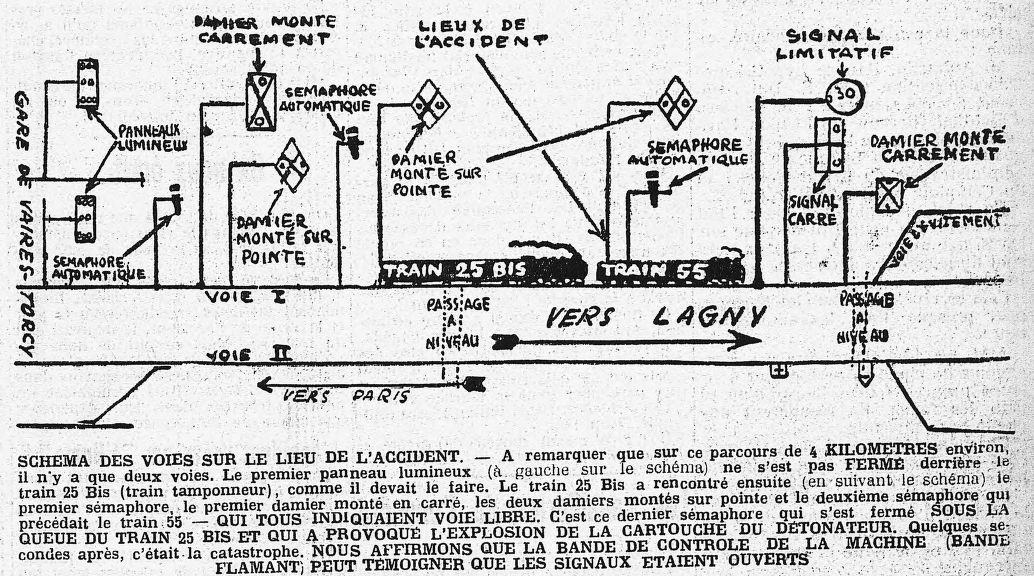
Schéma (publié par le journal L'Humanité) des signaux impliqués lors de la catastrophe de Lagny-Pomponne

Au-delà de Vaires, les signaux du block automatique, constitués depuis Paris par des cibles à feux électriques, étaient remplacés par des sémaphores à palette annoncés par des panneaux en tôle. Ces installations étaient rendues visibles de nuit au moyen de verres teintés éclairés par des lanternes à pétrole, mais selon un code de couleurs dépassé. En effet, à l'époque, un nouveau code de signalisation, dit code Verlant du nom de l'ingénieur présidant la commission inter-réseaux constituée à cet effet en 1926, avait déjà été homologué par le ministre des Travaux publics le 1er août 1930. Il  adoptait, sur le modèle de nombre de pays étrangers, le vert pour la voie libre, le jaune orangé pour l'avertissement ou le ralentissement, et le rouge pour l'arrêt. Toutefois, les réseaux étaient autorisés à étaler sur une période de trois à cinq ans les adaptations nécessitées par la réforme et celles-ci n'avaient pas encore été réalisées par la compagnie de l'Est. Ainsi, sur un peu plus de quatre kilomètres jusqu'à Lagny, se succédaient trois sémaphores : le 13, le 15 et le 17, dont l'ouverture était signalée d'un feu blanc et la fermeture de deux feux, l'un vert l'autre rouge. Entre eux s'intercalaient divers panneaux d'avertissement, notamment des damiers carrés ou en losange, présentant un feu blanc s'ils étaient ouverts et deux feux verts s'ils étaient fermés.
Le mécanicien de l'express 55 avait observé dans le brouillard les feux verts d'avertissement annonçant la fermeture du sémaphore 17, et s'était arrêté à ses feux rouge et vert, avant de repartir lorsqu'ils étaient passés au blanc. En revanche, alors que le sémaphore 15 et ses panneaux d'annonce auraient dû automatiquement protéger le canton dans lequel il se trouvait en affichant les feux vert et rouge interdisant l'accès pour le train 25 bis, celui-ci poursuivit sa route sans ralentir. 
Seules deux hypothèses pouvaient être envisagées pour expliquer cet échec des dispositifs de sécurité. Ou bien, les signaux avaient normalement fonctionné, et c'est le mécanicien qui ne les avait pas respectés, engageant ainsi sa responsabilité. Ou bien, le fonctionnement du block automatique avait connu un dérèglement induisant en erreur le mécanicien, qui était alors exonéré.
La première explication possible consistait à imputer l'accident à la seule faute du mécanicien qui n'aurait pas observé les signaux fermés, soit par inattention, soit par suite d'une vitesse excessive dans le brouillard. C'était la thèse défendue notamment par la compagnie et par les experts désignés lors de l'enquête, qui pouvait se réclamer d'une certaine logique, puisque la signalisation était apparue en état de marche non seulement au passage du train 55, mais aussi lors d'essais effectués après l'accident. À la décharge du fautif, certains faisaient valoir la mauvaise visibilité des couleurs verte et blanche dans le brouillard et les confusions qui pouvaient en résulter.
La seconde explication imputait l'accident à un dysfonctionnement des signaux. C'était celle du mécanicien Daubigny et de son chauffeur, qui soutenaient que malgré le brouillard, ils avaient perçu distinctement une suite de feux blancs leur donnant la voie libre, alors qu'elle ne l'était pas. Au moins trois éléments pouvaient conforter la crédibilité de leur affirmation. En premier lieu, les examens effectués par le docteur Coutelas, ophtalmologiste de la Compagnie du chemin de fer de Paris à Orléans (PO), avaient démontré que Lucien Daubigny bénéficiait d'une acuité visuelle supérieure à la normale. En second lieu, durant toute sa carrière de mécanicien, celui-ci n'avait jamais brûlé un seul signal fermé et s'était au contraire distingué par sa vigilance, notamment en évitant un mois auparavant un grave accident. En troisième lieu, cinq semaines après la catastrophe, on avait à nouveau constaté une défaillance dans le fonctionnement du sémaphore n° 15. 
Le dérèglement de la signalisation automatique semblait d'autant plus envisageable que les dispositifs de répétition des signaux s'étaient eux aussi montrés défaillants.

### Carences de la répétition des signaux
Depuis la fin des années 1910, afin d'améliorer la sécurité, notamment à la suite de la catastrophe de Melun, les grands réseaux avaient, sur demande de l'État, mis en place sur leurs principales lignes des dispositifs doublant les signaux optiques par des indications acoustiques. La répétition courante des informations données par la signalisation avait lieu par l'intermédiaire d'un patin métallique appelé crocodile posé entre les rails, établissant un contact électrique avec une brosse elle-même métallique fixée sous la machine, en vue à la fois de produire un avertissement sonore et de noter la position des signaux et la réaction du mécanicien sur la bande Flaman de l'indicateur-enregistreur de vitesse. Il existait aussi un mécanisme d'urgence, faisant intervenir des pétards disposés automatiquement sur les rails pour exploser sous les roues des machines franchissant un signal d'arrêt. 
Ainsi, le passage du rapide 55 sur les crocodiles situés au droit des avertissements et sémaphores fermés aurait-il dû être simultanément ponctué par le déclenchement du sifflet de la locomotive et pointé sur sa bande Flaman. Or, l'analyse de la bande révéla que les données relatives à la signalisation n'avaient pas été enregistrées, et l'équipe de conduite affirma n'avoir entendu aucun signal sonore. Il semblait donc probable que la répétition des signaux sur la machine n'avait pas été assurée.  
Le fonctionnement du dispositif d'urgence, lui aussi, suscita des interrogations. En effet, si les pétards placés au droit du sémaphore 15 avaient bien éclaté, comme l'affirmait le garde-barrière d'un passage à niveau situé à proximité immédiate, ce n'était pas au moment où ils l'auraient dû, c'est-à-dire au passage de la locomotive, mais sous le wagon-restaurant situé en queue du train, selon les témoignages unanimes de ses occupants. Compte tenu de l'asservissement à la position du sémaphore du mécanisme plaçant les pétards sur le rail, on pouvait présumer que celui-ci, ouvert et donc donnant un feu blanc au passage de la machine, s'était fermé trop tardivement par suite d'un dérèglement.
Sans doute, comme le rappelait le président du Tribunal correctionnel lors de l'ouverture du procès du mécanicien Daubigny, celui-ci était-il censé obéir « passivement » aux signaux optiques, « crocodiles, pétards, appareil Flamant (sic) » étant « des instruments de contrôle et non de sécurité ». Du moins, le cumul des défaillances de dispositifs étroitement liés à la signalisation créait-il de sérieuses présomptions d'un dérangement momentané des signaux eux-mêmes, sans doute sous l'effet des conditions atmosphériques.

### Influence des conditions atmosphériques
Alors que le jour de la catastrophe la température n'avait pas dépassé −5 °C, il était plausible que le gel ait pu gripper les transmissions mécaniques des signaux, ou les relais électriques les déclenchant. De même, puisque la formation de givre perturbait la circulation des courants électriques entre les crocodiles et les machines, on utilisait habituellement le « pétrolage » pour pallier cet inconvénient. Or, il s'avérait que la compagnie de l'Est avait, à titre expérimental, décidé de renoncer à cette technique à compter du 1er octobre 1933, si bien que, lors du procès, l'ingénieur en chef du contrôle, M. Godin, entendu comme témoin, dut reconnaître que, sur certains crocodiles, il y avait ce jour-là jusqu'à trois millimètres de givre, « ce qui empêchait tout courant ».

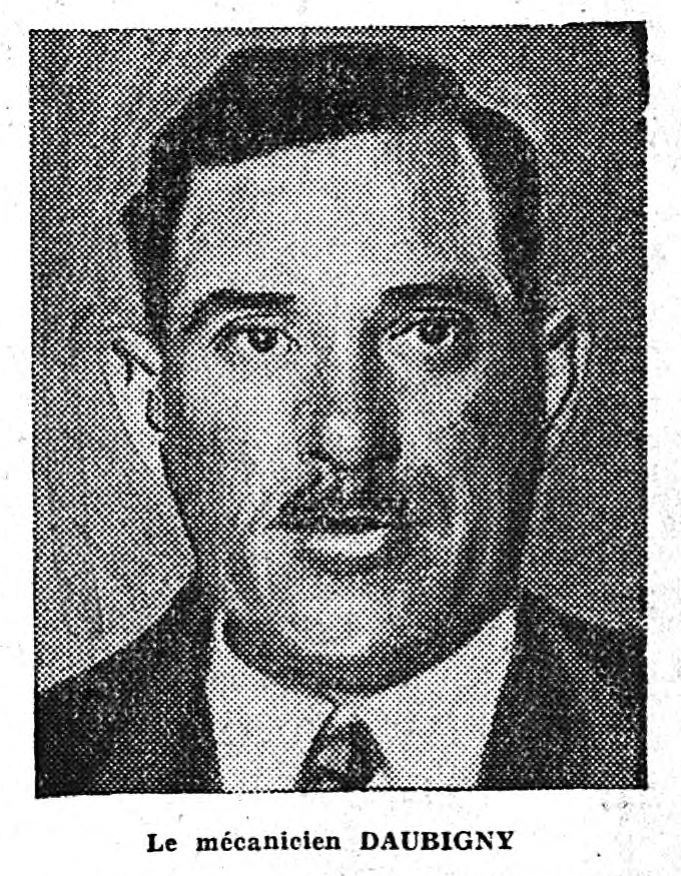
Photographie du mécanicien Daubigny publiée par le journal
Le Matin du 19 décembre 1934.

## Acquittement du mécanicien en correctionnelle
Lors  du procès ouvert le 19 décembre 1934 contre le mécanicien Daubigny devant le tribunal correctionnel de Meaux, les experts et les ingénieurs de la compagnie affirmèrent leur certitude d'un fonctionnement normal des signaux. À l'inverse, confortant la version de Daubigny, d'autres témoins, parmi lesquels des mécaniciens et des techniciens firent état de cas antérieurs de dysfonctionnement des automatismes.
Compte tenu des incertitudes subsistant à l'issue des deux jours d'audience, le procureur de la République Gaston Albucher, chargé de l'accusation, prononça un réquisitoire d'une grande modération, faisant part de sa conviction que les signaux étaient bien fermés et proposant une condamnation « tempérée par les plus larges circonstances atténuantes », mais déclarant aux juges qu'« en présence de deux thèses inconciliables », « si vous suivez Daubigny ou si vous avez le moindre doute, vous acquitterez ».
Dans son jugement du 24 janvier 1935, le tribunal correctionnel s'inspira de ces réquisitions en jugeant « qu'il existe dans la cause un doute quant au fonctionnement des signaux au passage du train 55, que ce doute, si léger qu'il soit, Daubigny doit en bénéficier », et prononça son acquittement.
Comme le mentionnait également le dispositif du jugement, il en résultait automatiquement le rejet des actions en responsabilité civile engagées pour faute de son employé contre la Compagnie de l'Est, ce que ne manqua pas de déplorer le journal L'Humanité, titrant « Les cheminots arrachent l'acquittement de Daubigny. Mais les juges de Meaux mettent la compagnie hors de cause ». Toutefois, comme le notaient d'autres organes de la presse de gauche, « la responsabilité de la Compagnie de l'Est reste entière », les demandes de réparation pouvant reposer sur d'autres fondements, notamment le contrat de transport.

## Conséquences
Comme à l'accoutumée, on épilogua sur les enseignements à tirer des insuffisances révélées par la catastrophe. Celle-ci en avait essentiellement mis en lumière trois : les imperfections de la signalisation, les dangers des voitures à caisse en bois, et les lacunes de l'organisation des secours. Les débats à la Chambre des députés se firent longuement l'écho des critiques et des propositions suscitées par ces trois questions. Toutefois, il n'en résulta pas pour autant des réformes substantielles. Ainsi, des voitures en bois furent encore utilisées jusque vers 1962 par la SNCF. C'est sans doute sur la signalisation que l'impact de l'accident produisit le plus de conséquences, en contribuant à hâter l'entrée en application du code Verlant.

## Dans la culture

### Littérature
- La Charcutière de Pomponne, de Pierre Guy, Editions Liralest, 2022
- L’Étrange Destin de Marie, d’Élise Fischer, publié en 2015 chez Calmann-Lévy, évoque en grande partie la catastrophe ferroviaire de Lagny-Pomponne[33].